# 1934 год в изобразительном искусстве СССР
1934 год был отмечен рядом событий, оставивших заметный след в истории советского изобразительного искусства.

## События
- В мае в Ленинграде в ГРМ открылась выставка «Женщина в социалистическом строительстве». Экспонировались работы Виктории Белаковской, Исаака Бродского, Петра Бучкина, Александра Любимова, Владимира Малагиса, Казимира Малевича, Ярослава Николаева, Михаила Платунова, Константина Рудакова, Александра Самохвалова и других[1].

- Директором Всероссийской Академии художеств и Ленинградского института живописи, скульптуры и архитектуры назначается заслуженный деятель искусств РСФСР И. И. Бродский.

- При Всероссийской Академии художеств в Ленинграде организуется Школа юных дарований, преобразованная вскоре в Среднюю художественную школу.

- Ретроспективная выставка произведений Заслуженного деятеля искусств РСФСР И. И. Бродского в Москве и Ленинграде.

- В ноябре в Ленинграде в бывшем Аничковом дворце открылась выставка «Ленинград в изображении современных художников». Экспонировались работы Георгия Верейского, Василия Викулова, Владимира Конашевича, Елизаветы Кругликовой, Анны Остроумовой-Лебедевой, Виктора Прошкина и других художников[2].
- В декабре открылась художественная выставка «15 лет РККА», привезённая из Москвы (ГРМ). На выставке были представлены работы Михаила Авилова, Исаака Бродского, Петра Бучкина, Николая Дормидонтова, Бориса Иогансона, Дмитрия Кардовского, Александра Любимова, Сергея Герасимова, Виктора Орешникова, Рудольфа Френца, Василия Хвостенко, Александра Савинова и других художников. Всего на ленинградской выставке экспонировалось 517 произведений 234 авторов. Наряду с ГРМ в организации выставки участвовал ЛОСХ и кооперативное товарищество художников Ленизо.
- В Туркмению приезжает творческая "бригада" художников, привезя небольшую часть работ с выставки "15 лет РККА". Участники бригады работали в Туркмении по 1936 год. В её составе были: Д. Штеренберг., М. Сарьян, П. Радимов, П. Соколов-Скаля, Н. Терпсихоров, П. Котов, К. Вялов, О. Яновская Архивная копия от 29 августа 2020 на Wayback Machine.

## Деятели искусства

### Родились
- 4 января — Зураб Церетели, скульптор, народный художник СССР, президент Российской академии художеств.
- 10 января — Ольга Ефимова, живописец (ум. в 1994).
- 23 января — Борис Заозерский, живописец (ум. в 2002).
- 31 марта - Станислав Бабиков, член неформальной группы «Семёрка» (ум. в 1977).
- 1 апреля — Василий Арапов, живописец.
- 1 мая — Маргарита Рубан, живописец.
- 25 мая — Евгений Бачурин, живописец и график, заслуженный деятель искусств Российской Федерации.
- 2 июля — Давид Боровский, театральный художник, народный художник Российской Федерации, лауреат Государственной премии РФ (ум. в 2006).
- 28 июля — Владимир Табанин, живописец, заслуженный художник РСФСР.
- 24 сентября — Альберт Белявский, живописец.
- 10 ноября — Андрей Яковлев, живописец и график, заслуженный художник РСФСР, лауреат премии имени И. Е. Репина.

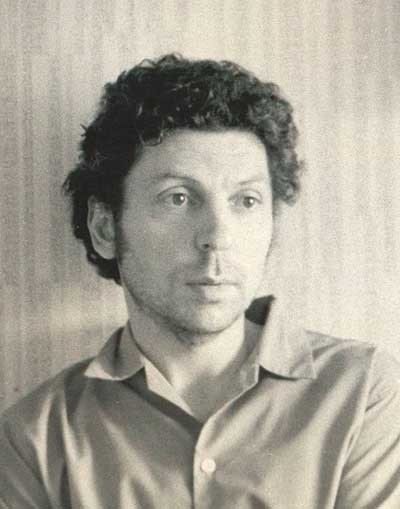
Евгений Бачурин
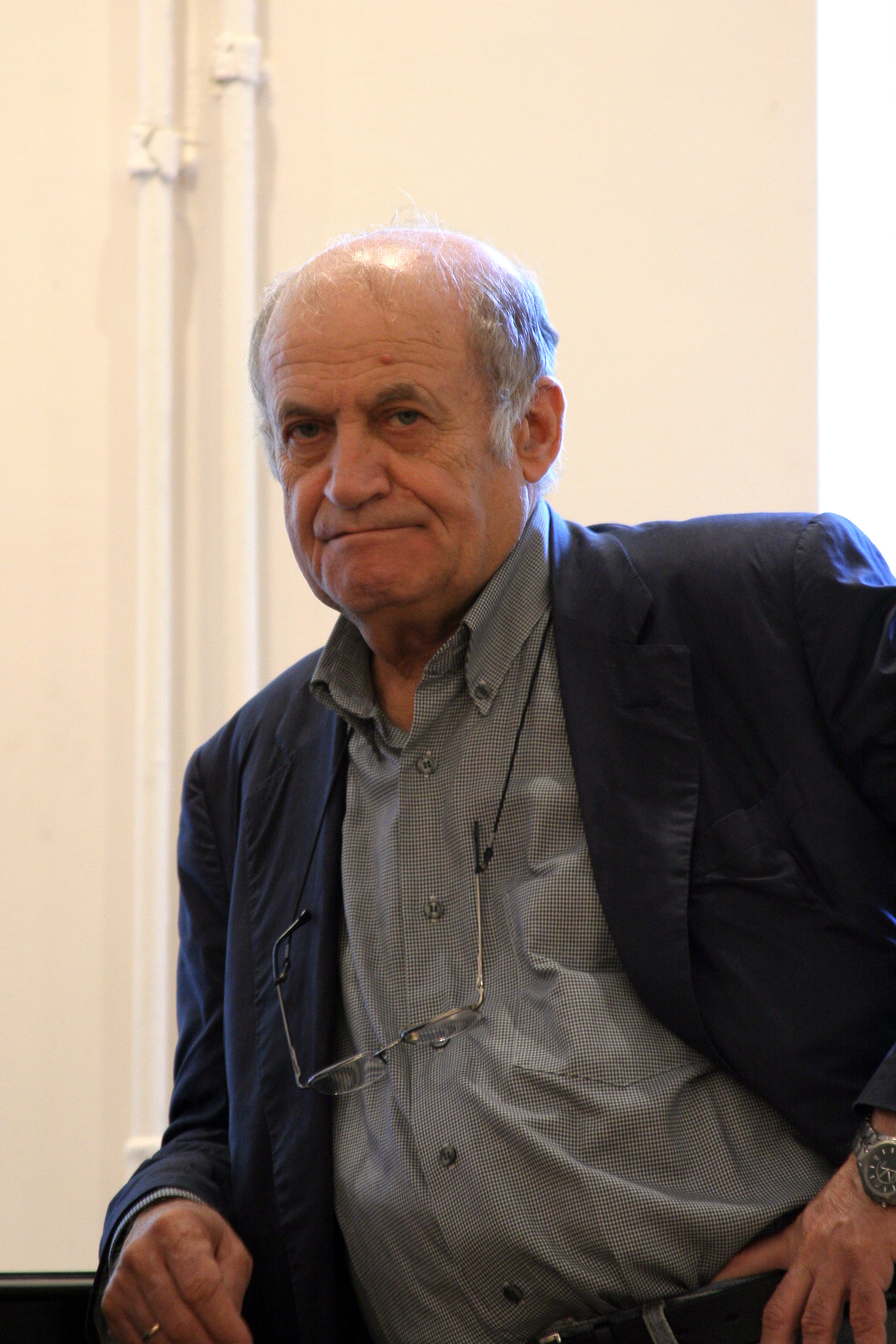
Давид Боровский
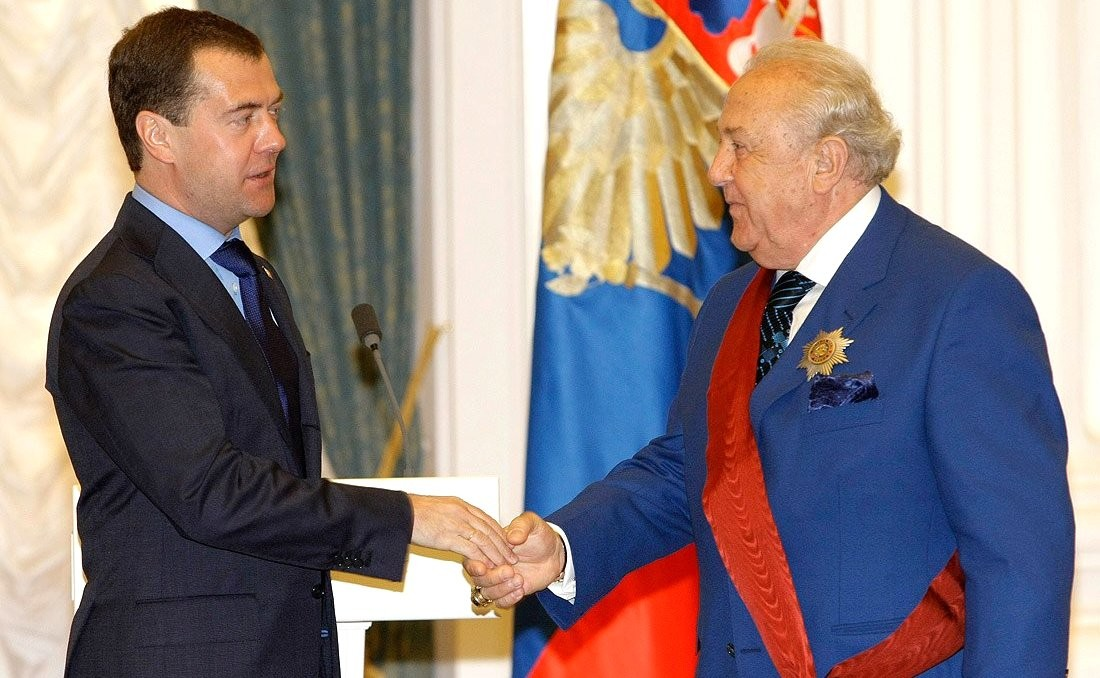
Зураб Церетели

### Скончались
- 15 июля — Антонина Ржевская, художница, член ТПХВ (род. в 1861).
- 17 августа — Александр Борисов, живописец (род. в 1866).
- 14 октября — Михаил Матюшин, художник и педагог (род. в 1861).
- 27 ноября — Митрофан Греков, живописец-баталист (род. в 1882).

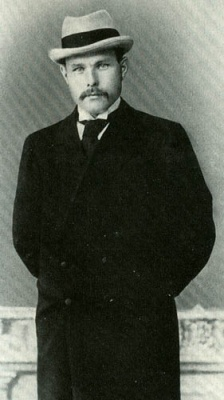
Александр Борисов
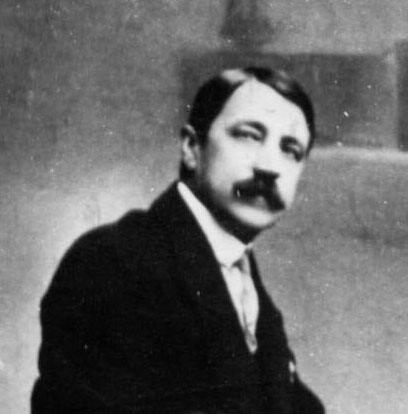
Михаил Матюшин
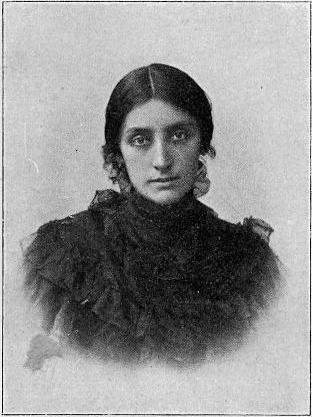
Антонина Ржевская